# ISO 3166-2:ER
ISO 3166-2:ER — стандарт Международной организации по стандартизации, который определяет геокоды. Является подмножеством стандарта ISO 3166-2, относящимся к Эритрее.
Стандарт охватывает 6 провинций Эритреи. Каждый геокод состоит из двух частей: кода Alpha2 по стандарту ISO 3166-1 для Эритреи — ER и дополнительного кода, записанных через дефис. Дополнительный код образован созвучно: названию, аббревиатуре названия провинции. Геокоды провинций Эритреи являются подмножеством кодов домена верхнего уровня — ER, присвоенного Эритрее в соответствии со стандартами ISO 3166-1.

## Геокоды Эритреи
Геокоды 6 провинций административно-территориального деления Эритреи.
| Геокод | Административная единица | Статус    |
| ------ | ------------------------ | --------- |
| ER-MA  | Маэкель                  | провинция |
| ER-DU  | Дэбуб                    | провинция |
| ER-AN  | Ансэба                   | провинция |
| ER-DK  | Дэбуб-Кэй-Бахри          | провинция |
| ER-GB  | Гаш-Барка                | провинция |
| ER-SK  | Сэмиэн-Кэй-Бахри         | провинция |

## Геокоды пограничных Эритреи государств
- Судан — ISO 3166-2:SD (на западе),
- Эфиопия — ISO 3166-2:ET (на юге),
- Джибути — ISO 3166-2:DJ (на востоке).